# Феррейра, Элиза
Элиза Мария да Коста Гимарайнш Феррейра (порт. Elisa Maria da Costa Guimarães Ferreira; род. 17 октября 1955, Порту) — португальский политический деятель и экономист. Член Партии европейских социалистов и португальской Социалистической партии. Европейский комиссар по политике сплочения и реформам в Комиссии фон дер Ляйен с 1 декабря 2019 года по 30 ноября 2024 года. В прошлом — вице-президент Банка Португалии (2016—2019), депутат Европейского парламента (2004—2016), депутат Ассамблеи Республики (2002—2004), министр окружающей среды (1995—1999). Награждена большим крестом Ордена Христа.